# WTA Tour Championships 2005
Het eindejaarstoernooi WTA Tour Championships van 2005 werd gespeeld van 8 tot en met 13 november 2005. Het tennistoernooi vond plaats in de Amerikaanse stad Los Angeles. Het was de 35e editie van het toernooi. Er werd gespeeld op hardcourt-binnenbanen.

## Toernooisamenvatting
Enkelspel – De acht hoogst gerangschikte speelsters van de WTA-ranglijst waren automatisch gekwalificeerd voor het toernooi. Vanwege blessures van Justine Henin-Hardenne (WTA-6) en Venus Williams (WTA-7) werden de nummers 9 en 10 voor het toernooi uitgenodigd. Alle deelneemsters werden onderverdeeld in twee groepen voor groepswedstrijden. De twee besten uit elke groep gingen door naar de halve finale. Titelverdedigster Maria Sjarapova uit Rusland was als derde geplaatst – vanuit de groene groep bereikte zij de halve finale, waar de als vierde geplaatste Française Amélie Mauresmo te sterk voor haar was. De nummer één van de wereld, Lindsay Davenport uit de Verenigde Staten, wist zich ook vanuit de groene groep te plaatsen voor de halve finale – daar werd ze echter geklopt door de als vijfde geplaatste Française Mary Pierce. In de eindstrijd van drie sets wist Amélie Mauresmo haar landgenote Mary Pierce met enige moeite (5-7, 7-6 en 6-4) van zich af te schudden, waarmee zij zich een jaar lang officieus wereldkampioen tennis damesenkelspel mocht noemen.
Dubbelspel – In het dubbelspel maakten de vier beste teams van het afgelopen jaar onder elkaar uit wie de titel won. Het als eerste geplaatste duo Cara Black en Rennae Stubbs bereikte de finale en wist daar de eerste set in de tiebreak naar zich toe te trekken – de tweede en derde set moesten zij echter prijsgeven aan het als tweede geplaatste koppel Lisa Raymond / Samantha Stosur. Deze werden voor een jaar officieus wereldkampioen tennis damesdubbelspel.

## Enkelspel

### Geplaatste speelsters
| Nr. | Speelster         | Rang | Groep | Resultaat    |
| --- | ----------------- | ---- | ----- | ------------ |
| 1.  | Lindsay Davenport | 1    | groen | halve finale |
| 2.  | Kim Clijsters     | 2    | zwart | eerste ronde |
| 3.  | Maria Sjarapova   | 3    | groen | halve finale |
| 4.  | Amélie Mauresmo   | 4    | zwart | winnares     |
| 5.  | Mary Pierce       | 5    | zwart | finale       |
| 6.  | Patty Schnyder    | 8    | groen | eerste ronde |
| 7.  | Nadja Petrova     | 9    | groen | eerste ronde |
| 8.  | Jelena Dementjeva | 10   | zwart | eerste ronde |

### Prijzengeld en WTA-punten
| Resultaat              | Prijzengeld | WTA-punten |
| ---------------------- | ----------- | ---------- |
| winnares               | $ 1.000.000 | 485        |
| finale                 | $ 500.000   | 340        |
| halve finale           | $ 250.000   | 218        |
| eerste ronde 3e plaats | $ 130.000   | 121        |
| eerste ronde 4e plaats | $ 100.000   | 67         |

### Halve finale en finale
|  | Halve finale | Halve finale      | Halve finale    | Halve finale | Halve finale |   |                 | Finale | Finale | Finale | Finale | Finale |
|  |              |                   |                 |              |              |   |                 |        |        |        |        |        |
|  | 1            | Lindsay Davenport | 65              | 6            |              |   |                 |        |        |        |        |        |
|  | 5            | Mary Pierce       | 7               | 7            |              |   |                 |        |        |        |        |        |
|  | 5            | Mary Pierce       | 7               | 7            |              | 5 | Mary Pierce     | 7      | 63     | 4      |        |        |
|  |              |                   |                 |              |              | 5 | Mary Pierce     | 7      | 63     | 4      |        |        |
|  |              | 4                 | Amélie Mauresmo | 5            | 7            | 6 |                 |        |        |        |        |        |
|  | 3            | 4                 | Amélie Mauresmo | 5            | 7            | 6 | Maria Sjarapova | 61     | 3      |        |        |        |
|  | 3            |                   |                 |              |              |   | Maria Sjarapova | 61     | 3      |        |        |        |
|  | 4            | Amélie Mauresmo   | 7               | 6            |              |   |                 |        |        |        |        |        |

### Groepswedstrijden

#### Groene groep

##### Resultaten
| Wedstrijd         | Wedstrijd | Wedstrijd         | Score       |
| Maria Sjarapova   | –         | Lindsay Davenport | 6-3 5-7 6-4 |
| Lindsay Davenport | –         | Patty Schnyder    | 6-3 7-5     |
| Lindsay Davenport | –         | Nadja Petrova     | 6-2 7-61    |
| Maria Sjarapova   | –         | Patty Schnyder    | 6-1 3-6 6-3 |
| Nadja Petrova     | –         | Maria Sjarapova   | 6-1 6-2     |
| Patty Schnyder    | –         | Nadja Petrova     | 6-0 5-7 6-4 |

##### Klassement
| Nr. | Speelster         | Partijen w-v | Sets w-v | Games w-v |
| 1.  | Maria Sjarapova   | 2-1 *        | 4-4      | 35-36     |
| 2.  | Lindsay Davenport | 2-1 *        | 5-2      | 40-33     |
| 3.  | Patty Schnyder    | 1-2          | 3-5      | 35-39     |
| 4.  | Nadja Petrova     | 1-2          | 3-4      | 31-33     |

#### Zwarte groep

##### Resultaten
| Wedstrijd       | Wedstrijd | Wedstrijd         | Score        |
| Amélie Mauresmo | –         | Kim Clijsters     | 6-3 7-64     |
| Mary Pierce     | –         | Kim Clijsters     | 6-1 4-6 7-62 |
| Kim Clijsters   | –         | Jelena Dementjeva | 6-2 6-3      |
| Mary Pierce     | –         | Amélie Mauresmo   | 2-6 6-4 6-2  |
| Amélie Mauresmo | –         | Jelena Dementjeva | 6-2 6-3      |
| Mary Pierce     | –         | Jelena Dementjeva | 6-2 6-3      |

##### Klassement
| Nr. | Speelster         | Partijen w-v | Sets w-v | Games w-v |
| 1.  | Mary Pierce       | 3-0          | 6-2      | 43-30     |
| 2.  | Amélie Mauresmo   | 2-1          | 5-2      | 37-28     |
| 3.  | Kim Clijsters     | 1-2          | 3-4      | 34-35     |
| 4.  | Jelena Dementjeva | 0-3          | 0-6      | 15-36     |

## Dubbelspel

### Geplaatste teams
| Nr. | Team                                     | Rang | Resultaat    | Uitgeschakeld door           |
| --- | ---------------------------------------- | ---- | ------------ | ---------------------------- |
| 1.  | Cara Black Rennae Stubbs                 | 6    | finale       | Lisa Raymond Samantha Stosur |
| 2.  | Lisa Raymond Samantha Stosur             | 7    | winnaressen  | winnaressen                  |
| 3.  | Conchita Martínez Virginia Ruano Pascual | 14   | halve finale | Lisa Raymond Samantha Stosur |
| 4.  | Jelena Lichovtseva Vera Zvonarjova       | 23   | halve finale | Cara Black Rennae Stubbs     |

### Prijzengeld en WTA-punten
| Resultaat    | Prijzengeld (per team) | WTA- punten |
| ------------ | ---------------------- | ----------- |
| winnaressen  | $ 250.000              | 485         |
| finale       | $ 125.000              | 340         |
| halve finale | $ 62.500               | 218         |